# 索瓦尼亚 (多姆山省)
索瓦尼亚（法語：Sauvagnat，法語發音：[sovaɲa]）是法国多姆山省的一个市镇，位于该省西部，属于克莱蒙费朗区。

## 地理
索瓦尼亚（45°46'10"N, 2°37'5"E）面积24.13 平方千米，位于法国奥弗涅-罗讷-阿尔卑斯大区多姆山省，该省份为法国中南部省份，北起阿列省接壤，东临卢瓦尔省，南至上盧瓦爾省和康塔爾省，西接科雷兹省和克勒兹省。
与索瓦尼亚接壤的市镇（或旧市镇、城区）包括：布里丰、埃尔芒、普龙迪讷、皮圣居尔米耶、圣艾蒂安德尚、埃尔芒附近圣日耳曼、托尔特贝斯、韦尔讷若勒。

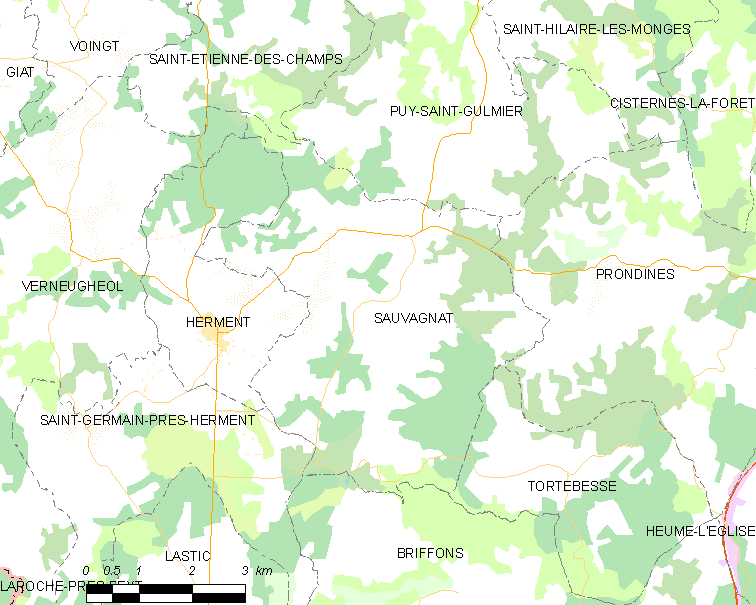
的OSM定位图

索瓦尼亚的时区为UTC+01:00、UTC+02:00（夏令时）。

## 行政
索瓦尼亚的邮政编码为63470，INSEE市镇编码为63410。

## 政治
索瓦尼亚所属的省级选区为圣乌尔斯县。

## 人口

1962-2008年间人口变化图示

索瓦尼亚于2022年1月1日时的人口数量为145人。